# Bruno Dreossi
Bruno Dreossi (* 11. Juli 1964 in Monfalcone) ist ein ehemaliger italienischer Kanute.

## Erfolge
Bruno Dreossi nahm zweimal an Olympischen Spielen im Zweier-Kajak teil. Bei den Olympischen Spielen 1988 in Seoul schied er mit Alessandro Pieri über 1000 Meter im Halbfinale aus. Vier Jahre darauf trat Dreossi in Barcelona mit Antonio Rossi im Zweier-Kajak über 500 Meter an. Nach Platz zwei in den Vorläufen und einem Sieg in ihrem Halbfinallauf gelang ihnen die Qualifikation für das Finale. Nach genau 1:30,00 Minuten überquerten sie hinter den Deutschen Kay Bluhm und Torsten Gutsche sowie Maciej Freimut und Wojciech Kurpiewski aus Polen als Dritte die Ziellinie, womit sie die Bronzemedaille gewannen.
Auf der 500-Meter-Strecke sicherte sich Dreossi bei den Mittelmeerspielen 1991 in Athen und 1993 in Languedoc-Roussillon jeweils die Silbermedaille im Zweier-Kajak.